# 蔡川镇
蔡川镇，是中华人民共和国陕西省商洛市丹凤县下辖的一个乡镇级行政单位。
2015年，陕西省民政厅批复同意将商镇留仙坪、油房街、页山3个村划归蔡川镇。

## 行政区划
蔡川镇下辖以下地区：
蔡川村、太子庙村、皇台村、上庄坪村、华阳村、金月村、蔡洼村、两岔口村、瓮金沟村、庵底村、油房街村、留仙坪村和页山村。